# Domenico Trezzini

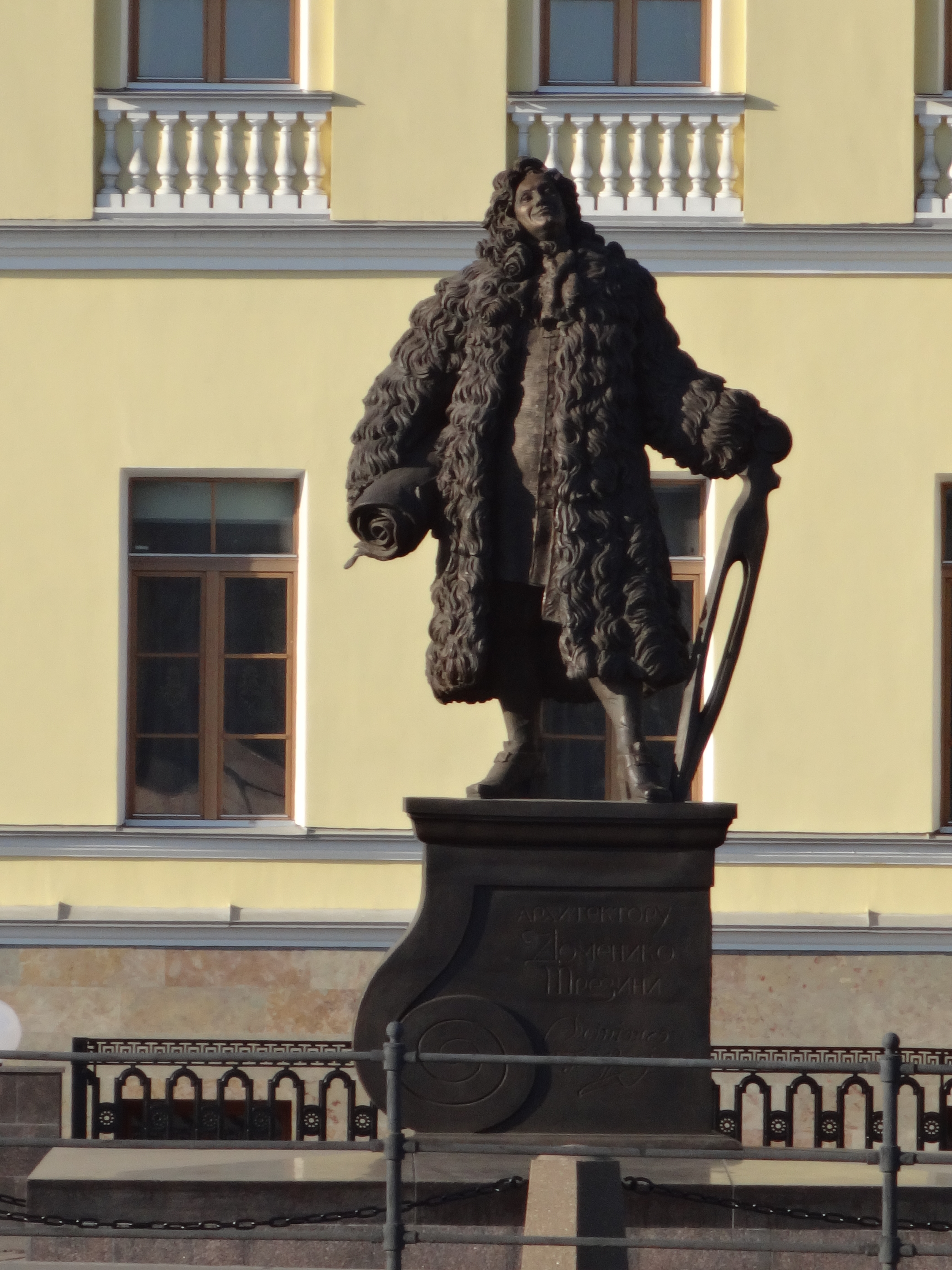
Das Denkmal des ersten Architekten von Sankt-Petersburg Domenico Giovanni Trezzini. Autor: Bildhauer Pavel Ignatev, 2014, Bronze, Sankt Petersburg

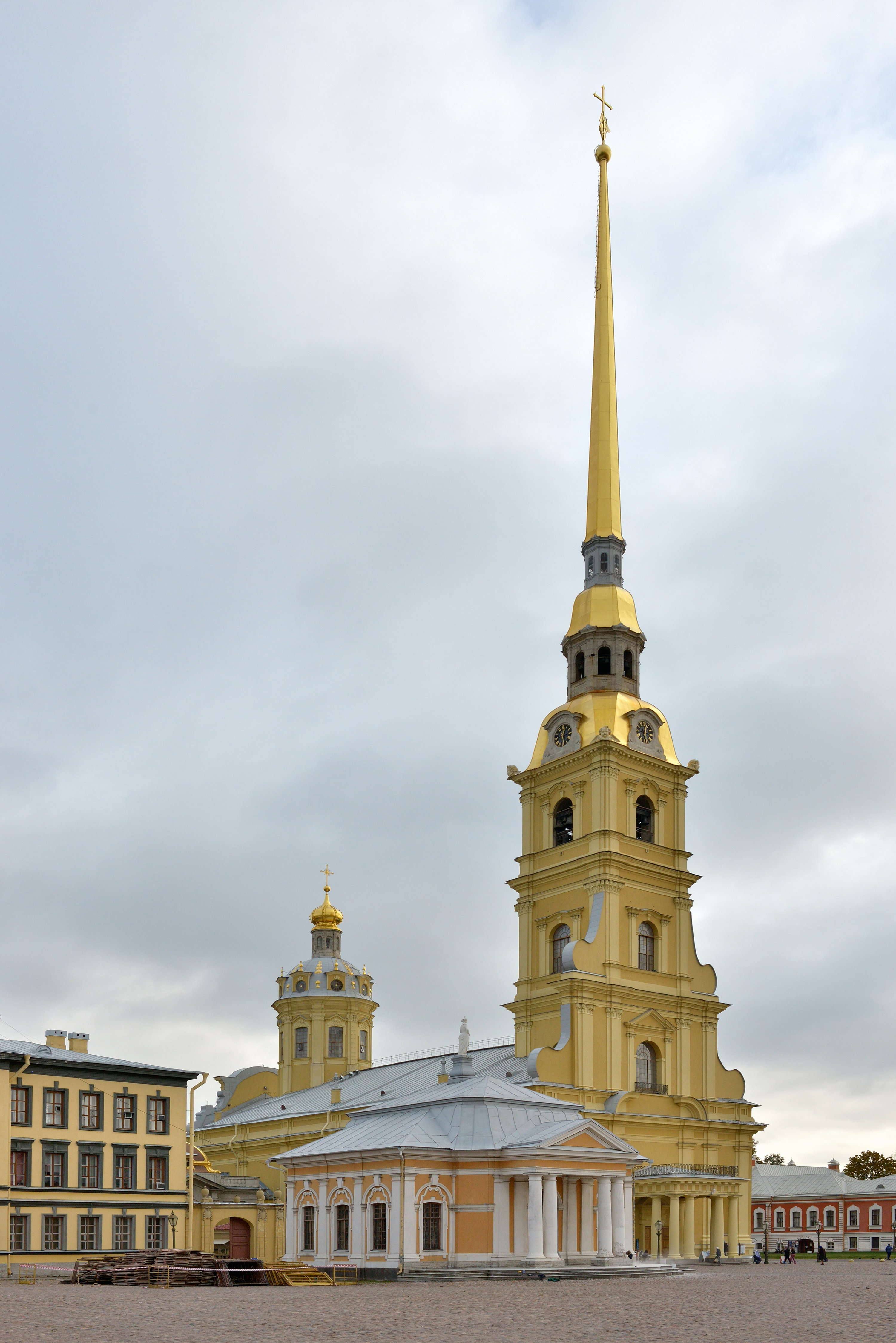
Domenico Trezzini, die Peter-und-Paul-Kathedrale ist das gefeiertste Werk von Domenico Trezzini.

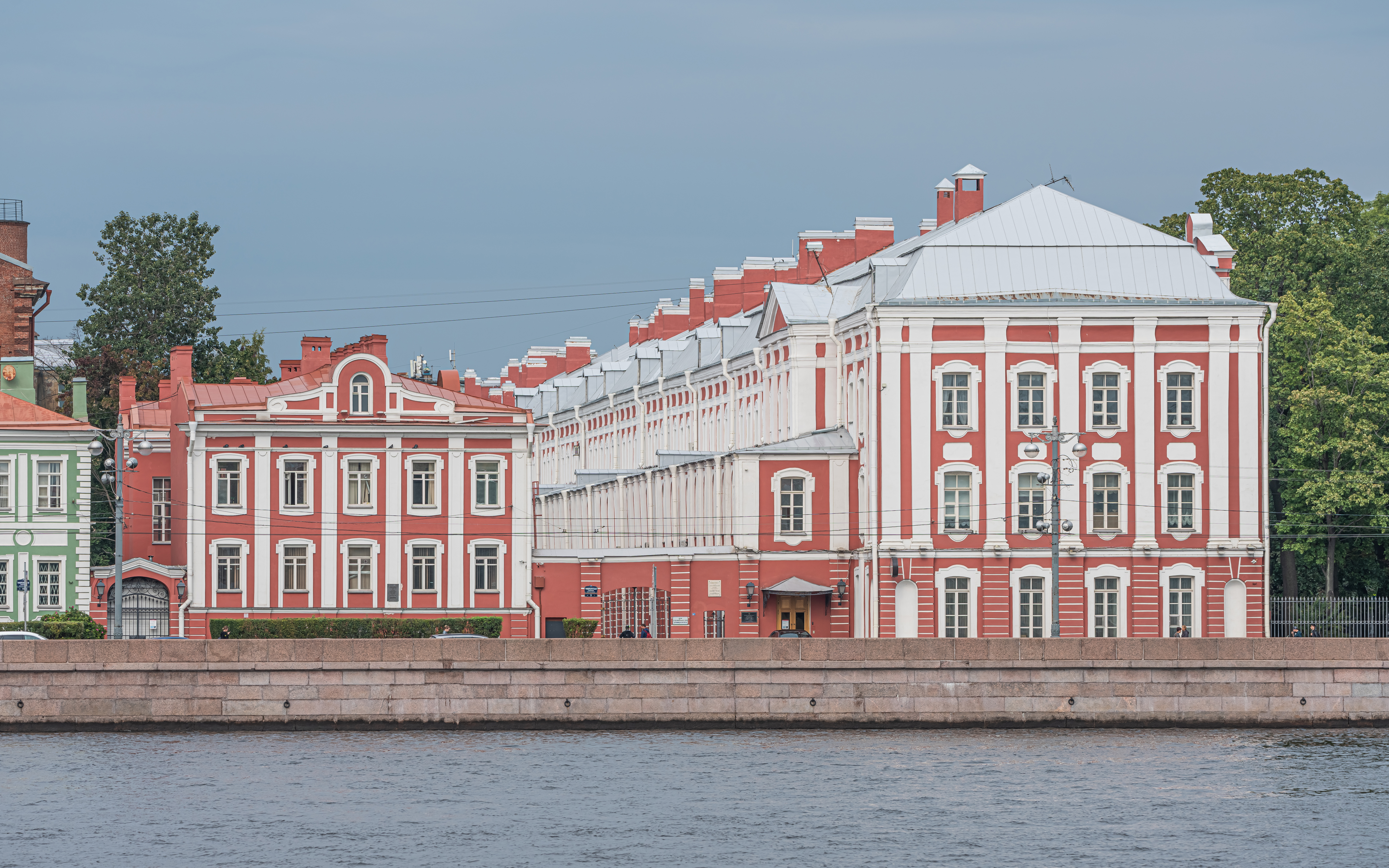
Domenico Trezzini, Wassiliewski-Insel Zwölf Kollegien

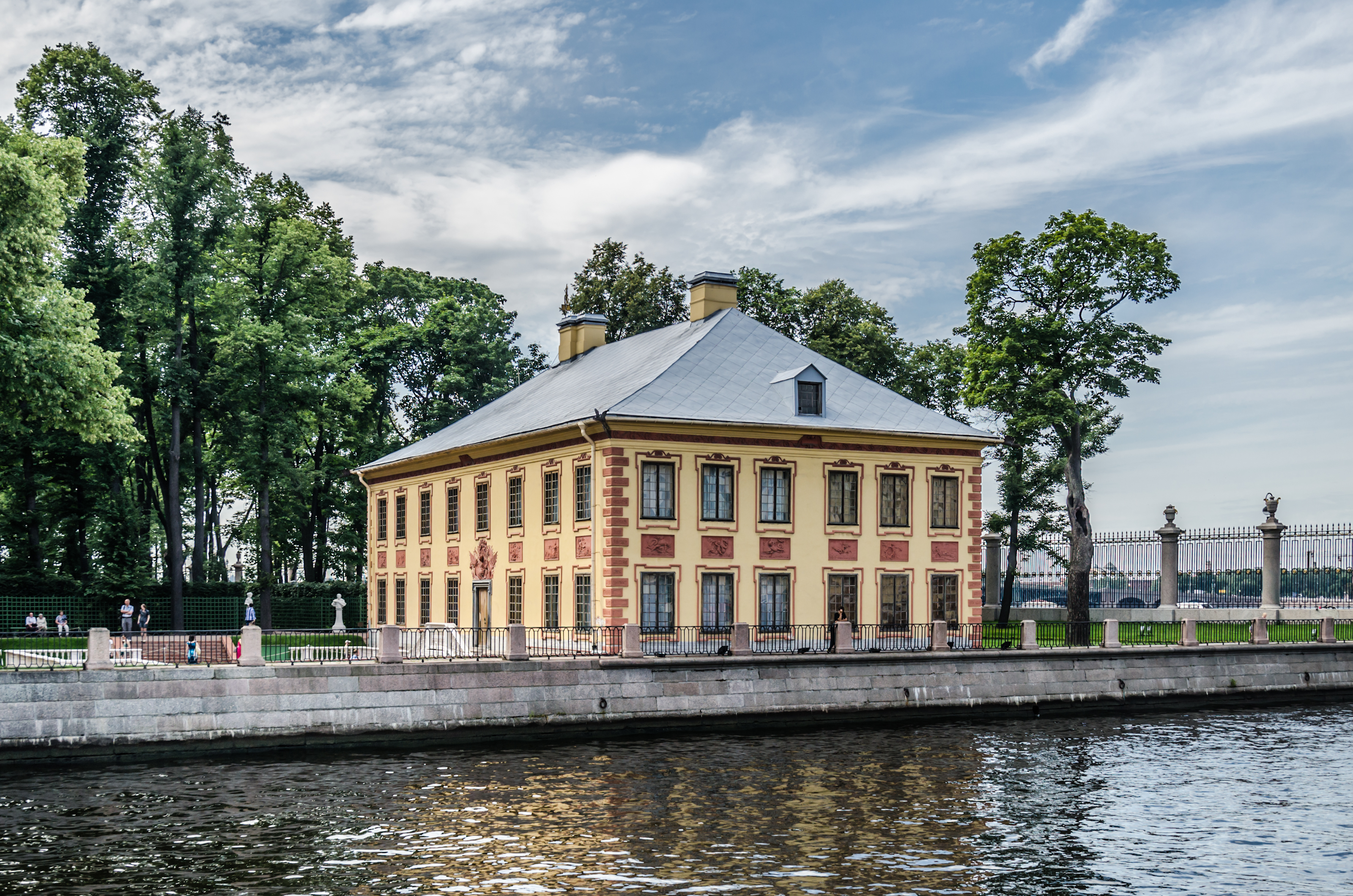
Domenico Trezzini, Sommerpalast in Sankt Petersburg

Domenico Andrea Trezzini, russisch Домени́ко Андре́а Трези́ни (* um 1670 in Astano; † 19. Februarjul. / 2. März 1734greg. in Sankt Petersburg) war ein Schweizer Architekt, der vor allem in Russland tätig war; sein russischer Name war Andrej Jakimowitsch Tresin oder auch Andrej Petrowitsch Tresin.

## Herkunft und Familie
Domenico Trezzini war Sohn des Gioacchino und dessen Ehefrau Felicita Tomasina Antonietti. Er ist in Astano geboren, einem kleinen Dorf im Schweizer Kanton Tessin, und hat wahrscheinlich in Rom studiert. Er war drei Mal verheiratet (I. 1698 Giovanna de Vetiis, II. 1708/09 XY, III. ca. 1712 Maria Carlotta), was unter anderem dazu führte, dass nicht nur die Geburtsjahre seiner Kinder weit auseinanderliegen, sondern einige Unklarheiten bestehen hinsichtlich der verwandtschaftlichen Beziehungen einiger Personen in dieser adligen Familie.

## Berufliches Wirken
Nach der Ausbildungszeit in Italien, also gegen 1693, dürfte Trezzini seinen Landsmann Domenico Pelli (1652–1729) aus Aranno, unweit von Astano, kennengelernt haben. Dieser war seit 1682 in Straßburg tätig, wo er unter dem Architekten Sébastien de Vauban Festungen baute. Von dort holte ihn der dänische König Christian V. und beauftragte ihn mit der Planung militärischer Anlagen, darunter der Festung Bad Oldesloe im heutigen Schleswig-Holstein und des Schlosses Kronborg auf der Insel Seeland (Dänemark). Nach seiner Ernennung zum königlichen Festungsbaumeister im Mai 1697 war Pelli ab 1701 in Kopenhagen tätig, wo unter seinen zahlreichen Mitarbeitern auch Domenico Trezzini erwähnt ist. Und hier war es auch, wo der russische Botschafter im Auftrag von Zar Peter dem Großen versuchte, Architekten anzuwerben, um am Golf von Finnland eine neue Stadt zu bauen.
Erste Aufgaben Trezzinis in Sankt Petersburg: Festungen bauen. Als erstes galt es, die künftigen Hafenanlagen zu befestigen: Kronstadt, Schlüsselburg, das Newa-Ufer, die Wassiljewski-Insel, die Peter-und-Paul-Festung. Die am Ausgang der Bucht gelegene Ostseeinsel Kotlin gehörte damals zu Schweden, was aber Peter den Großen nicht weiter kümmerte. Er nahm sie im Jahre 1703 in Besitz und beauftragte Trezzini, dort eine Festung anzulegen. Im Winter, als die Kronstädter Bucht völlig zugefroren war, ließ man Tausende mit Steinen beladene Schlitten von Pferden über das Eis ziehen. Dann schlugen die Arbeiter Löcher in die Eisdecke und versenkten die ganzen Fuhren, sodass 42 kleine Inseln entstanden. Auf diesen Fundamenten errichteten sie Bastionen und riegelten so die Seezufahrt nach Sankt Petersburg ab. Nur zwei schmale schiffbare Kanäle blieben frei, die von den mächtigsten Bollwerken bewacht wurden.
Als Nächstes erhielt Domenico den Auftrag, an der Newa eine Festung zu bauen. Die Aufnahme zeigt das Ausmaß des Geländes und die zahlreichen Gebäude, die sich um die Kathedrale gruppieren. Allerdings erfüllte die Festung nie ihren ursprünglichen Zweck als Schutz vor einem schwedischen Angriff, sondern diente seit 1720 als Kaserne und als Gefängnis für politische Gefangene. Nach dem endgültigen Sieg über den schwedischen König Karl XII. in der Schlacht bei Poltawa, im Jahre 1709 konnte Peter der Große nun daran gehen, sich den Traum einer Stadt am Meer zu erfüllen. Von nun an sollten keine Gebäude aus Holz mehr errichtet werden, sondern aus Steinen und Ziegeln, die aus dem ganzen Land herbeigeschafft werden mussten. Trezzini wurde vom russischen Zar neben anderen Architekten angeboten, anlässlich der Gründung der neuen Hauptstadt im Jahr 1703 dort mehrere Bauten zu planen. Als Hofarchitekt trug er wesentlich zur Schaffung der repräsentativsten Gebäude der Stadt bei.
Seine herausragenden Werke sind namentlich zum Beispiel die Peter-und-Paul-Festung (1706–1734) mit dem monumentalen Peterstor (1714–1716), die Peter und Paul Kathedrale selbst entstand in den Jahren 1712–1733. Es war die erste mit Ziegelsteinen erbaute Kirche der Stadt, und gleichzeitig die erste in barockem Stil. Ihr 123 Meter hoher Glockenturm mit dem goldenen Engel an der Spitze bildet noch heute das weithin sichtbare Wahrzeichen von Sankt Petersburg. der Sommerpalast von Peter I. (1710–1714), das Alexander-Newski-Kloster (1715–1722), die Zwölf Kollegien (1722–1742) sowie zahlreiche Bauten auf dem damaligen Hafengelände.
Sein Sohn Pietro Antonio Trezzini (1710, Astano – 1734, Astano) verliess Russland 1725. Er wird manchmal durcheinandergebracht mit dem Architekten Pietro Trezzini; wahrscheinlich aber handelt es sich doch um zwei verschiedene Personen. Wie aus russischen Archiven hervorgeht, kehrte ein weiterer Sohn, Matteo Trezzini (nach 1710 – nach 1750) mit dem russischen Namen Matvey Andreevich Trezzini, nach dem Tod seines Vaters nach St. Petersburg zurück und hat sich als Mediziner betätigt. Carlo Giuseppe Trezzini (1697, Astano – 1768, Sankt Petersburg, russisch Ossip Petrowitsch Tresin) war als sein Schwiegersohn verheiratet mit seiner Tochter Maria Lucia Tomasina Trezzini.